# 福岡県道・佐賀県道12号前原富士線
福岡県道・佐賀県道12号前原富士線（ふくおかけんどう・さがけんどう12ごう まえばるふじせん）は、福岡県糸島市から佐賀県佐賀市に至る県道（主要地方道）である。

## 概要
福岡県糸島市前原西3丁目から佐賀県佐賀市富士町大字麻那古（まなご）に至る。糸島市の中心部から南下し、糸島市中南部の山間部にある長野・白糸の集落を経由し、長野峠を越えて佐賀県に入り、南下して国道323号に接続する主要地方道である。
国道323号をさらに南下することで佐賀市の中心部に行くことが可能であるため、糸島市中心部と佐賀市中心部を結ぶ最短ルートの一部だが、長野峠は1.5車線程の道幅で勾配の強い急カーブが連続し、冬季は積雪によりチェーン規制や通行止め規制になることも多い。長野峠の東側の三瀬峠を通る国道263号のほうがトンネル（三瀬トンネル）が建設されるなど整備が進んでいる。沿線地域では長野峠を貫くトンネルの建設を要望しているが、現在のところ本格的な着工には至っていない。

### 路線データ
- 起点：福岡県糸島市前原西3丁目（糸島農業高校入口交差点、国道202号交点）
- 終点：佐賀県佐賀市富士町大字麻那古（国道323号交点）

## 歴史
- 1993年（平成5年）5月11日 - 建設省から、県道前原富士線が前原富士線として主要地方道に指定される[2]。

## 地理

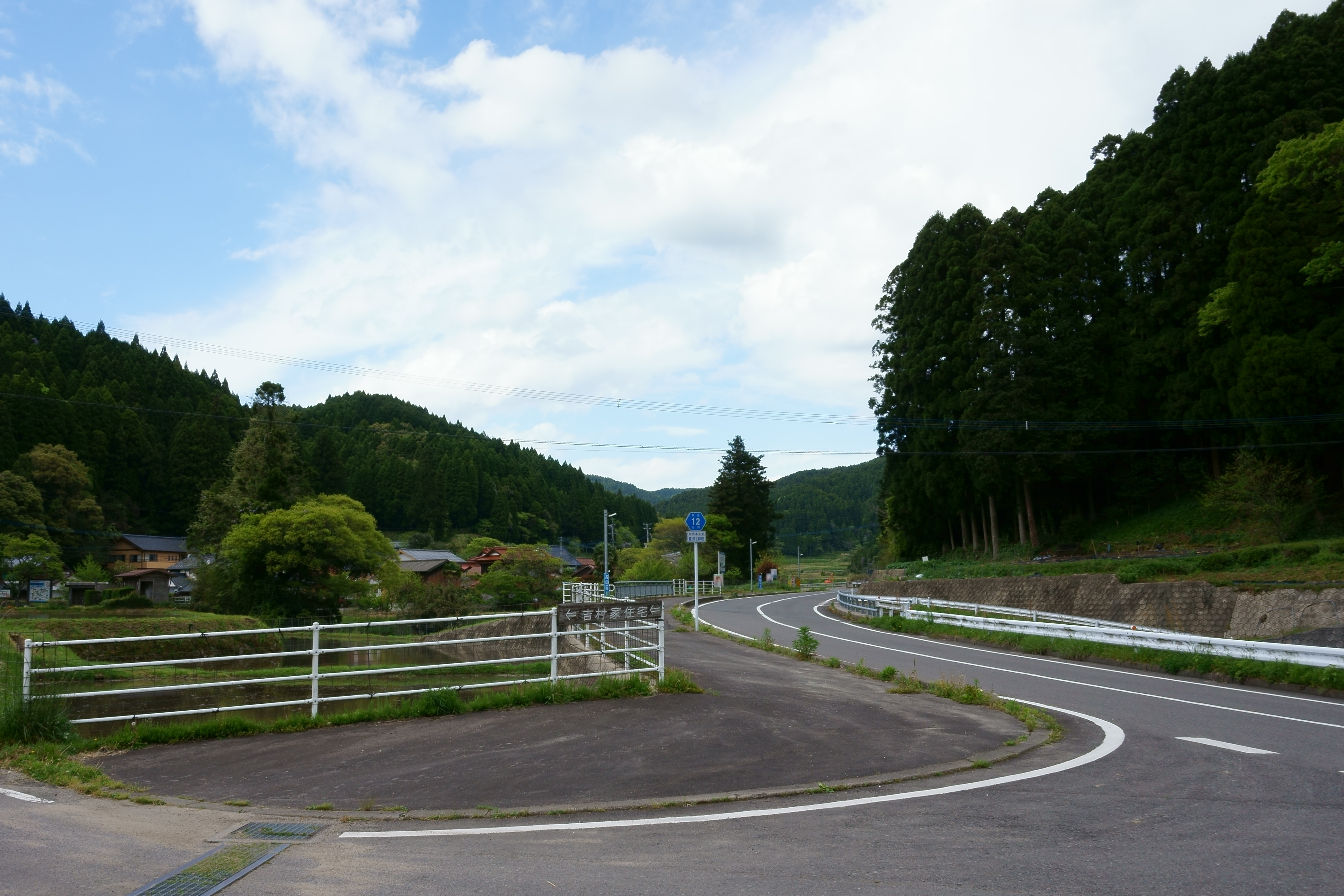
佐賀市富士町上無津呂入口から長野峠（糸島市）方面

### 通過する自治体
- 福岡県
  - 糸島市
- 佐賀県
  - 佐賀市

### 交差する道路
| 交差する道路                            | 都道府県名 | 市町村名 | 交差する場所               | 交差する場所                  |
| --------------------------------------- | ---------- | -------- | -------------------------- | ----------------------------- |
| 国道202号                               | 福岡県     | 糸島市   | 前原西3丁目                | 糸島農業高校入口交差点 / 起点 |
| 国道202号                               | 福岡県     | 糸島市   | 荻浦3丁目                  | 筒井町西交差点                |
| E35 西九州自動車道 国道202号 / 今宿道路 | 福岡県     | 糸島市   | 東                         | 真方交差点                    |
| 福岡県道573号本加布里停車場線           | 福岡県     | 糸島市   | 本                         | 本交差点                      |
| 福岡県道49号大野城二丈線                | 福岡県     | 糸島市   | 川付                       | 八反田交差点                  |
| 広域基幹林道浮岳羽金山線                | 福岡県     | 糸島市   | 白糸                       |                               |
| 広域基幹林道雷山横断線                  | 福岡県     | 糸島市   | 白糸                       |                               |
| 国道323号                               | 佐賀県     | 佐賀市   | 富士町大字麻那古（まなご） | 終点                          |

### 交差する鉄道
- 筑肥線

### 沿線
- 福岡県立糸島農業高等学校
- 糸島市立南風台小学校
- 白糸の滝

### 峠
- 福岡県
  - 長野峠（糸島市 - 佐賀県佐賀市）